# Boontom Prasongquamdee
Boontom Prasongquamdee (nascido em 18 de agosto de 1946) é um ex-ciclista tailandês. Representou sua nação nos Jogos Olímpicos de Verão de 1968, na prova de perseguição por equipes.